# Habanija (jezero)
Jezero Habanija (arabsko بحيرة الحبانية, latinizirano: Buḥayrat al-Ḥabbāniya) je jezero na pol poti med mestoma Ramadi in Faludža blizu letalske baze Al-Taqaddum (TQ) v Al Habaniji v guvernatu Anbar v Iraku.
V poznih 1930-ih in 1940-ih je Imperial Airways (zgodnja britanska komercialna letalska družba na dolge razdalje, ki je delovala od leta 1924 do 1939) uporabljala jezero Habanija kot bencinsko črpalko in hotel za leteče ladje, ki so letele iz Združenega kraljestva v Indijo. V bližini na bregovih Evfrata je že bila ustanovljena letalska baza kraljevih letalskih sil RAF Dhibban, ki se je kasneje preimenovala v RAF Habbaniya.
Jezero je bilo prizorišče dogajanja med anglo-iraško vojno med uporom Rašida Alija, ko so posadka pripravnikov RAF in enote, ki so bile tam nameščene, učinkovito odgnale oblegajoče iraške enote in kasnejše nemške zračne napade.
Leta 1956 je bil v Ramadiju zgrajen jez Ramadi, s katerim so zajezili Evfrat ter vodo iz umetnega jezera preko kanala speljali v Habanijo. Drugi kanal na severovzhodu jezera vodi nazaj v Evfrat. Na južnem bregu je preusmeritev do jezera Razaza.
Ker je bila na turškem in sirskem delu zgrajena vrsta jezov, je zaščita pred poplavami postala bistveno manj pomembna.
Jezero se uporablja tudi v rekreacijske namene. Nekdanja počitniška vas Habanija je zdaj begunsko taborišče.